# 白鳥マイカ
白鳥 マイカ（しらとり マイカ、1976年9月25日 - ）は、日本の女性シンガーソングライター。白鳥英美子の長女でもある。
東京都出身。東京都立石神井高等学校 卒業後に単身渡英し、ロンドンの音楽学校に入学したあと1997年初夏に帰国してから本格的な作品作りをスタートした。音楽事務所のデモテープオーディションを受けたことをきっかけに、2001年ポニーキャニオンよりデビュー。2007年にユニバーサルミュージックに移籍した。

## 経歴
子供の頃から歌手である母の英美子の音楽仲間が家に集まってセッションを行う姿を当たり前のように見ていたマイカは、音楽に対しては早熟だったという。しかし高校を卒業する直前までマイカが目指していたのは歌手ではなく、ミュージカル女優だった（高校では陸上競技部に所属）。漠然とした不安から将来の進路を決めかねていたところ、高校の同級生から「音楽が好きなんだから、思い切って音楽を選んだほうがいい」と背中を押されたのがきっかけでイギリスへ渡ることを決意。
マイカはケンブリッジにしばらく住んだ後、ロンドンへ移り音楽学校でギターを専攻した。日本に帰国後、一人で音楽をやっていこうという目標があったものの、新しいものに挑戦する意欲がなかなか生まれてこず、アルバイトをしたり免許を取ったりしながらダラダラ過ごしていた。
「様々な人間と深い関係を築いていく中で、自分の中に今まで感じたことがない感情が生まれてきて、それが膨れた風船に針を突き刺してように壊れ、そこから生まれた残骸を見つめることによって、もう一度自分を作り直してみたいと感じました。」というマイカは、現事務所にデモテープを送った。そして、英語詞でしかも他人の曲のカヴァーだったという理由から酷評つきで送り返された。これにショックを受けたマイカは自分で作品を作るようになり、1年後に同じ事務所に自作曲のデモテープを送り込んで合格したのだった。
デビュー前に1年間ライブハウスでライブ活動をするという修行を課せられたマイカはステージに立ち続けた。その後、音楽プロデューサーである根岸孝旨が長年プロデュースを続けてきたCoccoの活動中止の話を聞いた後にマイカのデモテープを聴かされ、「この人だったら、Coccoの次に自分が人生を賭けてみてもいい。」としてプロデューサーに立候補し、主に2人で楽曲制作を開始することになっていく。
シングル「Shelter」でデビューを果たす。当時は「和製フィオナ・アップル」という文句でプロモーションされていた。
「Someday」がAEONのテレビCMに抜擢され、スマッシュヒットした。ちなみに、この曲はCM楽曲の募集締め切り直前に関係者から話を持ちかけられ、3日で作り上げたという。
3枚のアルバムを制作後、自身の音楽活動の方向性の迷いから前レコード会社を離れ表立った活動を中止し充電期間に入った。マイカはこの間、Kaoru AmaneとERIKA（両方とも、沢尻エリカの別名義である）に提供した楽曲がそれぞれヒットする。
2007年にユニバーサルミュージックに移籍し、3年ぶりのアルバムをリリースし、自身の音楽活動を再開する。
2008年には稲垣潤一への楽曲提供に続き、同年リリースの稲垣のデュエットカヴァーアルバムへ母・英美子とともに参加した。なお、担当したのは竹内まりやのカヴァー。

## ディスコグラフィー

### シングル
1. Shelter（2001年11月21日）
2. Red Clover（2002年3月6日）
3. あなたの腕を（2002年11月20日）
4. Someday（2003年5月21日）
5. 空かける虹（2004年1月21日）
6. こわれ者（2004年5月19日）
7. 会いたい（2007年8月1日）

### アルバム
1. 花園（2002年4月24日）
2. 遠幻郷（2003年7月16日）
3. Gemini（2004年9月15日）
4. 陽光線（2007年9月12日）

### 参加作品
| 発売日         | 曲名                                                                         |
| 発売日         | 収録された作品                                                               |
| 2002年5月29日  | THE LIGHT THAT HAS LIGHTED THE WORLD／GRAPEVINE with 白鳥マイカ and 根岸孝旨 |
| 2002年5月29日  | Various Artists「Gentle Guitar Dreams」                                      |
| 2003年11月19日 | space oddity                                                                 |
| 2003年11月19日 | 古明地洋哉「素晴らしい嘘」                                                   |
| 2006年12月6日  | さらば青春                                                                   |
| 2006年12月6日  | Various Artists「小椋佳トリビュート～青春～」                                |
| 2008年5月21日  | 花はどこへ行った（Where Have All The Flowers Gone）                          |
| 2008年5月21日  | Various Artists「HOOTENANNY with 吉川忠英」                                  |
| 2008年11月19日 | 人生の扉(Duet with 白鳥英美子 & 白鳥マイカ)                                  |
| 2008年11月19日 | 稲垣潤一「男と女 -TWO HEARTS TWO VOICES-」                                   |
| 2009年3月25日  | 愛のプレリュード（We've Only Just Begun）                                    |
| 2009年3月25日  | Various Artists「イエスタデイ・ワンス・モア〜TRIBUTE TO THE CARPENTERS〜」   |

### 楽曲提供
| 発売日        | タイトル                 | 収録された作品                       |                      |
| 2006年8月30日 | タイヨウのうた           | Kaoru Amane「タイヨウのうた」        | 作詞・作曲           |
| 2007年7月4日  | FREE                     | ERIKA「FREE」                        | 作詞                 |
| 2008年2月6日  | サヨナラからのメッセージ | 稲垣潤一「サヨナラからのメッセージ」 | 作詞                 |
| 2008年2月13日 | 遥花〜はるか〜           | melody.「遥花〜はるか〜」            | 作詞・作曲・コーラス |
| 2008年4月9日  | Peace Song               | melody.「Lei Aloha」                 | 作詞・作曲           |
| 2008年4月9日  | あなたのそばに           | melody.「Lei Aloha」                 | 作詞・作曲・コーラス |
| 2008年4月9日  | DOOR                     | melody.「Lei Aloha」                 | 作詞・作曲           |
| 2008年9月3日  | miss you                 | 伊藤由奈「miss you」                 | 作詞・作曲           |
| 2011年1月26日 | 光の彼方へ               | 珠妃「ヒカリ」                       | 作詞・作曲           |

## タイアップ
| 曲名            | タイアップ                                               |
| Shelter         | 東宝配給映画「ラヴァーズ・キス」挿入歌                   |
| Red Clover      | 東宝配給映画「ラヴァーズ・キス」エンディングテーマ       |
| Someday         | AEON「セレブレイドスーツ+カジュアル」CMソング            |
| My House        | Canon「PIXUS 950i」CMソング                              |
| 丘を越えて      | AEON CMソング                                            |
| こわれ者        | テレビ朝日系ドラマ「新・科捜研の女」主題歌               |
| Sound of people | 大王製紙「エリエール」CMソング                           |
| G線上のアリア   | SHARP「AQUOS」CMソング                                   |
| Smile           | シオノギ製薬 CMソング                                    |
| 会いたい        | TBS系「噂の!東京マガジン」エンディングテーマ             |
| 冒険者たち      | テレビ東京系「いい旅・夢気分」エンディングテーマ         |
| 笑顔のどこかに  | テレビ東京系「主治医が見つかる診療所」エンディングテーマ |